# IJsselmonde (eiland)
IJsselmonde is een eiland (streek) in de Maasdelta in Nederland, in de provincie Zuid-Holland, omsloten door de Nieuwe Maas in het noorden, de Oude Maas in het zuiden (en westen) en de Noord in het oosten. Het eiland, dat zijn naam dankt aan het voormalige dorpje dat tegenover de monding van de Hollandse IJssel ligt, wordt voor een groot deel in beslag genomen door woon- en industriegebied. Talrijke tunnels en bruggen verbinden het eiland met de rest van Nederland (zie de artikelen van de drie rivieren). Het eiland telt ongeveer 423.000 inwoners. Met een oppervlakte van 105 km² geeft dit een bevolkingsdichtheid van 4.028 inwoners per km².
Het noorden van IJsselmonde wordt in beslag genomen door een groot deel van de Rotterdamse havens (Waalhaven, Eemhaven e.a.) en de wijken van Rotterdam-Zuid oostelijk daarvan (Charlois, Lombardijen e.a.). Uiterst westelijk ligt Hoogvliet, en te midden van de olieraffinaderijen ligt Pernis. Deze dorpen zijn beiden in 1934 geannexeerd door de gemeente Rotterdam, ondanks fel protest daartegen.
De plaatsen langs de Nieuwe Maas en de Noord zijn tot ontwikkeling gekomen door de scheepsbouw: Zwijndrecht, Hendrik-Ido-Ambacht, Slikkerveer en Bolnes (de laatste beide plaatsen hebben altijd gehoord bij Ridderkerk).
Midden op het eiland liggen behalve Ridderkerk nog Barendrecht, Rhoon en Poortugaal, waarvan vooral Barendrecht een snel groeiende forenzenplaats is. Het ligt op het kruispunt van spoorlijnen: de Betuweroute kruist hier de HSL-Zuid en de spoorlijn van Rotterdam naar het zuiden, waarlangs zich het grote rangeerterrein Kijfhoek bevindt. De streek rond Barendrecht is verder een belangrijk tuinbouwgebied.
Kleinere plaatsen op het eiland zijn Smitshoek en Carnisse (onderdeel van Barendrecht) en Rijsoord en Strevelshoek (opgegaan in Ridderkerk). Andere kleine plaatsen zoals Charlois, Katendrecht en Oud-IJsselmonde zijn opgegaan in Rotterdam.
De zuidoosthoek van het eiland hoort strikt genomen niet bij IJsselmonde: dit is de Zwijndrechtse Waard. Hierin liggen de plaatsen Zwijndrecht, Hendrik-Ido-Ambacht en Heerjansdam alsook een deel van Rijsoord. Het Waaltje vormt de scheiding met het eigenlijke IJsselmonde. Zuidelijk in de waard stroomt de Devel.
Oorspronkelijk bestond het eigenlijke eiland IJsselmonde uit 16 gemeenten, aangevuld door 9 gemeenten in de Zwijndrechtse Waard. Anno 2024 bestaan IJsselmonde en de Zwijndrechtse Waard samen uit de gemeenten Albrandswaard, Barendrecht, Hendrik-Ido-Ambacht, Ridderkerk, Zwijndrecht en een deel van de gemeente Rotterdam.
Op IJsselmonde werden tot voor kort, en worden ten dele nog steeds, vooral in Hendrik-Ido-Ambacht, traditionele Hollandse dialecten gesproken, die men samenvat onder de noemer IJsselmonds.

## Aangrenzende streken
| Aangrenzende streken | Aangrenzende streken | Aangrenzende streken | Aangrenzende streken | Aangrenzende streken |
| -------------------- | -------------------- | -------------------- | -------------------- | -------------------- |
|                      |                      |                      |                      | Krimpenerwaard       |
|                      |                      |                      |                      |                      |
| Voorne-Putten        | Alblasserwaard       |                      |                      |                      |
|                      |                      |                      |                      |                      |
|                      |                      | Hoeksche Waard       |                      | Zwijndrechtse Waard  |